# Назаров, Геннадий Геннадьевич
Генна́дий Генна́дьевич Наза́ров  (род. 3 марта 1967, Москва) — российский актёр театра и кино, театральный педагог.

## Биография
Родился 3 марта 1967 года в Москве. В школьные годы участвовал в самодеятельности, посещал драматический кружок, участвовал в школьных постановках. Учился в художественной школе. В 1988 году окончил бутафорский факультет (ХБО) Московского театрального художественно-технического училища и начал заниматься художественным оформлением спектаклей в театре «Современник». В частности, готовил декорации для постановок «Мурлин Мурло» и «Мадам Баттерфляй» в театре Романа Виктюка.
В 1991 году по совету сценариста и режиссёра Валентина Донскова поступил на актёрское отделение режиссёрского факультета РАТИ (ГИТИС), мастерская Марка Захарова. Принимал участие в спектаклях Ленкома.
В 1994 году дебютировал в кино с главной роли — сыграл Ивана Чонкина в фильме «Жизнь и необычайные приключения солдата Ивана Чонкина» Иржи Менцель, снятый по роману Владимира Войновича. Снялся в фильмах «Воровка» и «Курочка ряба».
В драме «Какая чудная игра» Петра Тодоровского он сыграл Колю Рыбкина. Снялся у Георгия Данелии в лирической комедии «Орёл и решка», Сыграл Лёню в криминальной комедии «Барханов и его телохранитель». Играл в детективе «Короли российского сыска», комедии «Дети понедельника», криминальной комедии «Полицейские и воры».
Снимался в сериалах «Каменская», «Сыщики», «Дальнобойщики» и «Марш Турецкого». В картине Андрея Панина 2005 года «Внук космонавта» сыграл роль художника, нашедшего своего брата, который жил в детском доме.
Работал у Сергея Женовача в театре на Малой Бронной.
Супруга — Наталья Назарова, актриса (1969—2025). Познакомились в ГИТИСе во время экзамена по танцам. Скончалась от рака.
В конце 1990-х у Назарова диагностировали почечную недостаточность. Трижды в неделю проходит процедуру гемодиализа. В связи с болезнью перестал сниматься в кино с 2009 года и оставил работу в театре.
Преподаёт в ГИТИСе. Является художественным руководителем курса на актёрском факультете, преподаёт в мастерской Е. Б. Каменьковича и Д. А. Крымова.

## Творчество

### Фильмография

#### Художественные фильмы
- 1991 — Солнце зашло за угол (короткометражный, реж. Валентин Донсков)
- 1994 — Жизнь и необычайные приключения солдата Ивана Чонкина (реж. Иржи Менцель) — Иван Чонкин
- 1994 — Курочка Ряба (реж. Андрей Кончаловский) — Серёжа
- 1995 — Какая чудная игра (реж. Петр Тодоровский) — Коля Рыбкин
- 1995 — Орёл и решка (реж. Георгий Данелия) — Вадик Климов, муж Лены
- 1995 — Воровка (реж. Валерий Усков, Владимир Краснопольский) — Олег, адвокат
- 1995 — Мелкий бес (реж. Николай Досталь) — Рутилов, приятель Передонова
- 1996 — Барханов и его телохранитель (реж. Валерий Лонской) — Лёня
- 1996 — Из ада в ад (телевизионный, реж. Дмитрий Астрахан) — Анджей Сикорский
- 1997 — Му-му (реж. Юрий Грымов) — Ерофейка, дворовый мужик
- 1997 — Полицейские и воры (реж. Николай Досталь) — таксист
- 1997 — Ветер над городом (реж. Петрос Севастикоглу) — Алкотт, актёр
- 1997 — Дети понедельника (реж. Алла Сурикова) — директор фабрики фейерверков
- 1998 — Сочинение ко Дню Победы (реж. Сергей Урсуляк) — Вова, контуженный милиционер
- 1998 — Ночь перед Рождеством (фильм-спектакль) — Панёк Рудой, рассказчик
- 1999 — Поклонник
- 2001 — Львиная доля (реж. Александр Муратов) — Василий
- 2003 — Как бы не так (телевизионный, реж. Максим Пежемский) — Олег Эдуардович
- 2004 — Неудержимый Чижов — Костя Чижов
- 2004 — Посылка с Марса (телевизионный, реж. Игорь Кожевников, Валентин Донсков) — Снегурков, инспектор ГАИ
- 2004 — 72 метра (реж. Владимир Хотиненко) — минёр
- 2004 — Ангел на обочине (реж. Светлана Стасенко) — Косой
- 2007 — Май (реж. Марат Рафиков, Илья Рубинштейн) — частник
- 2007 — Внук космонавта (реж. Андрей Панин, Тамара Владимирцева) — Фёдор, художник

#### Телесериалы
- 1996 — Короли российского сыска (реж. Владимир Алеников) — Степан Степанович Круелов, агент сыска
- 1999 — Д. Д. Д. Досье детектива Дубровского (реж. Александр Муратов) — Игорь, «топтун» (нет в титрах)
- 2000 — Фитиль (киножурнал) — выпуск № 409 «Народное достояние» — Кузьма Иванович
- 1999 — 2000 — Каменская-1 (реж. Юрий Мороз) — Бокр (Сергей Денисов)
- 2000 — Марш Турецкого (реж. Михаил Туманишвили) серия «Ночные волки» — Андрей Горохов, бывший работник группы «Рэндер»
- 2000 — 2001 гг. — Дальнобойщики (19-я серия «Далеко от Москвы») (реж. Юрий Кузьменко, Георгий Николаенко) — Степан
- 2001 — С новым счастьем! 2. Поцелуй на морозе (реж. Леонид Эйдлин) — Николай, телохранитель
- 2001 — Кобра. Антитеррор (реж. Игорь Апасян, Антон Сиверс и др.) серия «Обратный отсчет» — Кравченко
- 2001 — Сыщики (реж. Валерий Усков, Владимир Краснопольский) серия «Страсть» — пациент Капейкина
- 2002 — Русские амазонки (реж. Исаак Фридберг)
- 2002 — Женская логика (реж. Эльдор Уразбаев) — Васюкин, слесарь
- 2002 — 2004 гг. — Шукшинские рассказы (реж. Аркадий Сиренко) серия «Самородок» — Андрей Ерин
- 2003 — Полосатое лето (реж. Елена Цыплакова) — Егор
- 2003 — Таксист — Калмыков
- 2003 — Крутые повороты (реж. Валентин Донсков, Андрей Лукашевич и др.)
- 2003 — Русские амазонки 2 (реж. Олег Штром) — Николай
- 2003 — Спас под берёзами (реж. Леонид Эйдлин). серия «Гастроль» — Григорий Матвеевич Тимофеев
- 2003 — Моя граница (реж. Иван Соловов) — капитан Шманаев
- 2003 — Удачи тебе, сыщик!
- 2004 — На вираже (реж. Владимир Зайкин) — Чижов
- 2005 — Неотложка-2 (реж. Вадим Соколовский) — Егор
- 2008 — Слепой-3

### Театральные работы

#### Театр Ленком
- «Дульсинея Тобосская» (дипломный)
- «Безумный день, или Женитьба Фигаро»
- «Мудрец»

#### Московский драматический театр на Малой Бронной
- 1996 — «Маленькие комедии», И. С. Тургенев (реж. С.Женовач)
- 1997 — «Пять вечеров», А. Володин (реж. С.Женовач): Славка
- 1998 — «Ночь перед Рождеством», Н. В. Гоголь (1998, реж. С.Женовач): Рудой Панько

## Награды
- 1996 — Приз «Зелёное яблоко — золотой листок» за лучшую мужскую роль за роль в фильме «Какая чудная игра»
- 1997 — Приз за лучший дебют в роли второго плана на театральном фестивале «Московские дебюты» за роль в спектакле «Пять вечеров»